# Crossocheilus
Crossocheilus (лат.) — род пресноводных лучепёрых рыб рыб семейства карповых, также известный как, «летающие лисички» или водорослееды. Представители рода распространены в Китае, Индии, Индонезии, Малайзии и Таиланде. Населяют реки с быстрым течением и каменистым дном. Некоторые виды используются в аквариумистике, как биологическое средство борьбы с водорослями.

## Виды
В состав рода включают 18 видов:
- Crossocheilus atrilimes Kottelat, 2000
- Crossocheilus burmanicus Hora, 1936
- Crossocheilus caudomaculatus Battalgil, 1942
- Crossocheilus cobitis Bleeker, 1854
- Crossocheilus diplochilus Heckel, 1838
- Crossocheilus elegans Kottelat & H. H. Tan, 2011
- Crossocheilus gnathopogon M. C. W. Weber & de Beaufort, 1916
- Crossocheilus klatti Kosswig, 1950
- Crossocheilus langei Bleeker, 1860
- Crossocheilus latius Hamilton, 1822
- Crossocheilus microstoma Ciccotto & Page, 2017
- Crossocheilus nigriloba Popta, 1904
- Crossocheilus oblongus Kuhl & van Hasselt, 1823
- Crossocheilus obscurus H. H. Tan & Kottelat, 2009
- Crossocheilus periyarensis Menon & Jacob, 1996
- Crossocheilus pseudobagroides Duncker, 1904
- Crossocheilus reticulatus Fowler, 1934
- Crossocheilus tchangi Fowler, 1935